# Alcatel Idol 4
El Alcatel Idol 4 y el Idol 4s son teléfonos inteligentes fabricados por TCL Communication y manufacturados por Alcatel. Fueron presentados durante el Mobile World Congress en febrero de 2016 como sucesores del Alcatel Idol 3. Son clasificados como dispositivos de gama media, con el 4s como un modelo de gama más alta con un procesador más rápido, una pantalla más grande de 1440p y un casco de realidad virtual que es además el empaque del dispositivo.

## Especificaciones
La serie Idol 4 está construido con un chasis de metal y vidrio. El Alcatel Idol 4 incluye un Qualcomm Snapdragon 617 de 8 núcleos con 3 GB de RAM, una cámara trasera de 13 megapíxeles y presenta una pantalla IPS LCD de 1080p y 5.2 pulgadas. El Alcatel Idol 4s utiliza un Snapdragon 652, tiene 16 megapíxeles de cámara trasera, una pantalla de 5.5 pulgadas de 1440p con Super AMOLED y un sensor en la parte trasera del teléfono para huella dactilar. Ambos modelos tienen 3 GB de RAM, 8 megapíxeles de cámara frontal, 16 y 32 GB de almacenamiento interno y baterías de 2610 y 3000 mAh, respectivamente.
La serie Idol 4 incluye Android 6.0 "Marshmallow". Alcatel planea proporcionar una actualización de Android 7.0 "Nougat" en el futuro. La "tecla boom" en el lateral del dispositivo se puede usar para activar ciertas funciones en el software, como iniciar la cámara, ajustes en la música, o activar nitro en el juego de conducción Asphalt. El empaque del Idol 4S funciona como un casco de realidad virtual en el cual el teléfono puede ser insertado.

## Recepción
The Verge considera que el Idol 4s es un intento de Alcatel de avanzar hacia un mercado de gama alta, reemplazando el plástico utilizado en los modelos anteriores de Idol con materiales de mayor calidad y un chasis "bien construido". La pantalla quad HD fue alabada por ser mejor que la del Nexus 6P, a pesar de no ser tan "deslumbrantemente brillante" a la luz directa del sol como muestra Samsung. El sistema de parlantes también fue considerado "poderoso", afirmando que "avergonzó el Galaxy S7 Edge y realmente hizo justicia a la canción de la Justicia". Las características de la tecla Boom se criticaron por "no ser particularmente útiles" y "no ser lo suficientemente importante" como para requerir una tecla dedicada. El rendimiento del Idol 4S fue considerado bueno, explicando que "puede no ser tan impresionante en la hoja de especificaciones, pero en el mundo real, es muy difícil encontrar una diferencia en el rendimiento entre el 4S y los teléfonos con el más poderoso Qualcomm Snapdragon 820. " La cámara fue criticada por no tener estabilización de imagen óptica, y por tener una calidad inferior en comparación con sus competidores. En conclusión, The Verge consideró que el Idol 4S "no decepcionó", pero no tiene suficiente funcionalidad distintiva para que se destaque frente a los principales competidores en su punto de precio.
VentureBeat considera que el casco de realidad virtual que el dispositivo trae como empaque, aporta un "valor añadido inteligente" que podría ser "una buena forma de mover la realidad virtual hacia abajo desde las elevadas alturas de Oculus". The Verge considera que el casco es cómodo, pero limitado en comparación con el Samsung Gear VR debido a su bajo nivel de funcionalidad, falta de ajuste de lente y falta de contenido asociado (como Oculus y Gear VR) más allá de la compatibilidad con contenido de Google Cardboard.

## Versión con Windows 10
El 10 de noviembre de 2016, Alcatel presentó una versión de Idol 4S que ejecuta Windows 10 Mobile, con T-Mobile USA como socio de lanzamiento. La versión del Idol 4S con windows 10 contiene cambios con respecto a su similar con Android, incluido un cambio en el SoC Qualcomm Snapdragon 820 y 4 GB de RAM, cámara trasera de 21 megapíxeles y la sustitución de la pantalla 1440p por una pantalla 1080p.

## Versión con BlackBerry
En julio de 2016, BlackBerry presentó una versión renombrada del Idol 4 en asociación con TCL conocida como BlackBerry DTEK50. Es similar en especificaciones y diseño al Idol 4, aunque con cambios de diseño menores como la sustitución de su respaldo de vidrio por un revestimiento de goma. El dispositivo ejecuta una distribución de Android desarrollada por BlackBerry similar a su primer dispositivo Android, el Priv, el cual está modificado con características de seguridad y orientadas a la empresa.